# Đập Inga

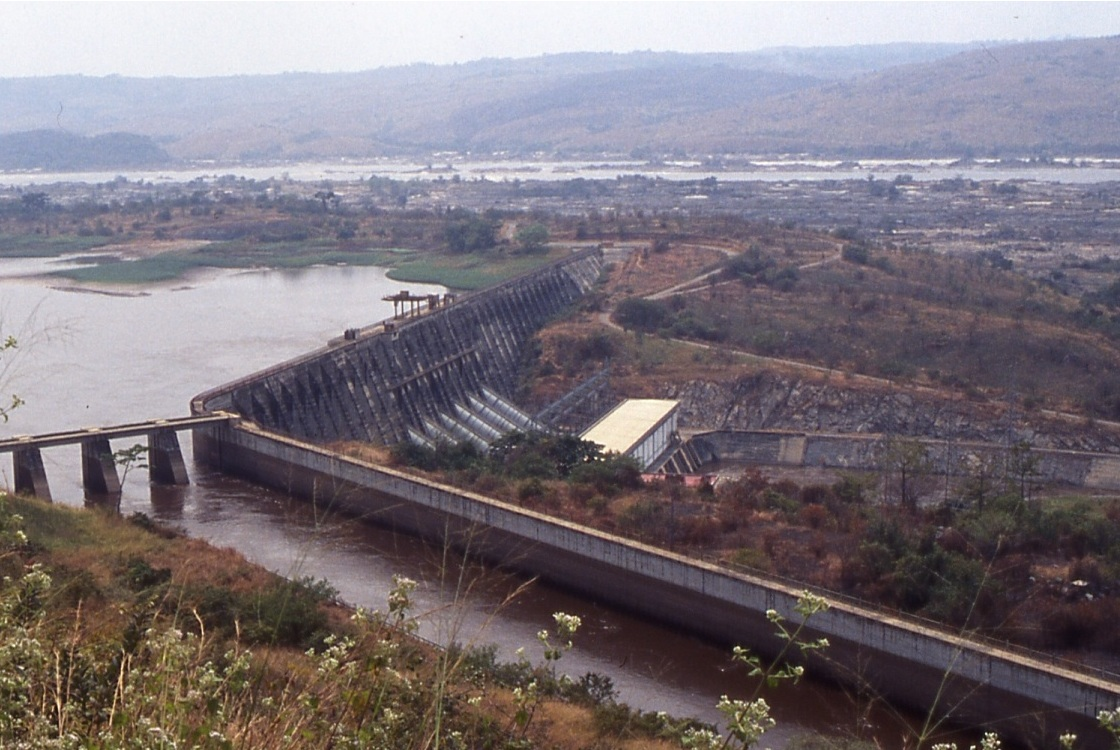
Đập Inga I với kênh cấp nước cho Inga II ở cận cảnh.

Các dự án đập Inga, năm 2006.

Các quy hoạch chính thức Inga III và Grand Inga, thời điểm 2006.

Các đập Inga tọa lạc ở phía tây Cộng hòa Dân chủ Congo, có hai đập Inga I và Inga II nằm trên thác Inga nằm cách Kinshasa 200 km (120 mi) về phía tây nam. Dự án Inga được triển khai vào đầu thập niên 1970 và đập Inga là đập đầu tiên lúc đó. Theo kế hoạch ban đầu có 5 đập với tổng công suất thiết kế 34,5 GW. Cho đến nay chỉ có 2 đập được xây dựng gồm Inga I và Inga II, tổng cộng có 14 tuốc bin.. Tại đây sông Congo rơi từ độ cao 96 mét với lưu lượng nước là 42.476 m³/giây.
Vào tháng 2 năm 2005, Công ty điện lực Nam Phi, Eskom, đã ra thông báo nâng công suất của Inga một cách đáng kể thông qua việc cải tiến và xây dựng đập thủy điện mới. Dự án sẽ đưa công suất tối đa lên 40 GW, gấp 2 lần Đập thủy điện Tam Hiệp của Trung Quốc.
Người ta cũng lo ngại rằng các đập thủy điện mới này có thể gây ra sự tuyệt chủng của nhiều loài cá đặc hữu của con sông này.